# Justicia
Justicia (Xuân tiết) là chi thực vật có hoa trong họ Acanthaceae.

## Hình ảnh

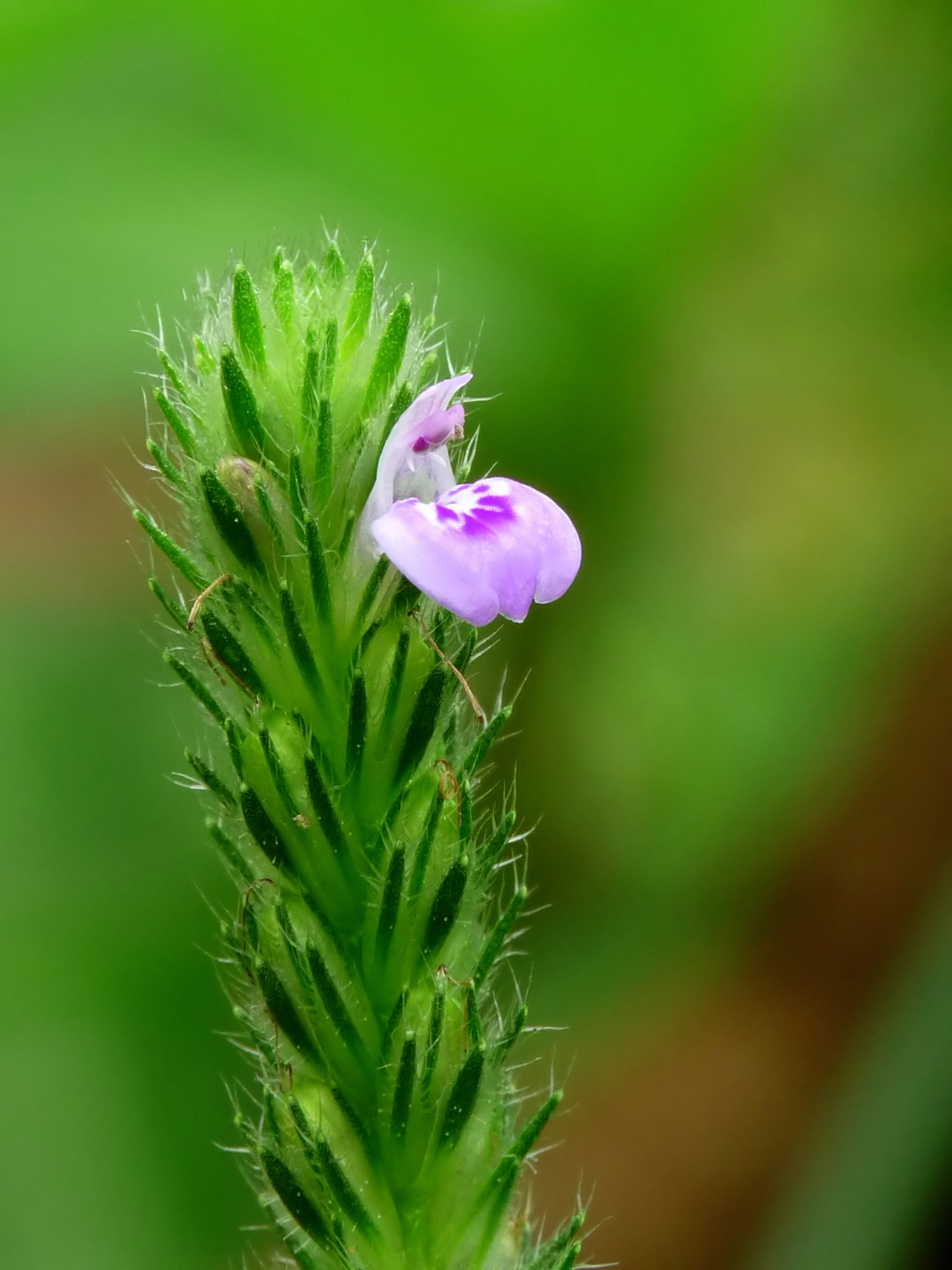